# 小瀬格
小瀬 格（おせ いたる、1931年〈昭和6年〉1月21日 - 1995年〈平成7年〉8月30日）は、日本の俳優。本名は佐藤 格。
東京都出身。東京都立新宿高等学校、早稲田大学文学部卒業。文学座に所属していた。

## 来歴
昭和30年に劇団・文学座に入団。
福田恆存の『キティ颱風』で初舞台。その後は『握手握手握手』『華岡青洲の妻』『好色一代女』などに出演。

## 出演

### テレビドラマ
NHK
- ここに人あり 第58回「山脈」（1958年）
- テレビ劇場
  - 恋文（1959年）
  - 川を渡る風（1960年） - 上原
  - 二度目の青春（1962年）
- お好み日曜座 / 五十五年目の微笑（1959年）
- 永い黒い雨（1959年）
- 事件記者
  - 第88話、第89話「大交番」（1960年） - 金井
  - 第199話「国道派出所」（前編）（1962年）
- 文芸劇場 / ガス灯（1961年）
- テレビ指定席
  - 爪（1962年）
  - 駅（1965年） - 医師
- 黒の組曲 / 雨と川の音（前編、後編）（1963年） - 伝六
- 大河ドラマ
  - 源義経（1965年）
  - 天と地と 第9話「若竹の章 その五」（1969年）
  - 春の坂道（1971年）
    - 第14話「歴史は移る その三」
    - 第16話「関ヶ原前夜 その一」

  - 新・平家物語 第45話（1972年） - 妹尾太郎兼康
  - 黄金の日日（1977年） - 鍋島直茂
  - 獅子の時代（1978年） - 高利貸し
  - おんな太閤記（1981年） - 丹羽長秀
  - 春の波涛（1985年） - 黒田清隆
  - 八代将軍吉宗（1995年） - 大久保忠増
    - 第14話「出世街道」
    - 第20話「論争の鬼」
    - 第21話「将軍は四才」
- アイウエオ 第32話（1967年）
- NHK劇場 / おふくろ（1968年）
- へこたれんぞ（1970年）
- NHK特集 / 明治の群像 海に火輪を 第5話「鹿鳴館 ～条約改正～・後編」（1976年） - 谷干城
- ドラマ人間模様 / 夕暮れて 第1話（1983年）
- 破獄（1985年4月6日） - 青森刑務所長

NTV
- スリラー劇場 夜のプリズム
  - ある脅迫（1959年）
  - 笑う女（1960年）
  - 谷底（1960年）
  - 消えない影（1960年）
  - 電話ボックスの男（1960年）
- 木曜ワイドアワー / 凧タコあがれ（1960年）
- 夫婦百景 第118話「似たもの夫婦」（1960年）
- ナショナルゴールデン劇場 / 二階の他人（1961年）
- 東レ サンデーステージ / わかれ道（1961年） - 半次
- 決定的瞬間 第23話「殺さないで」（1961年）
- ダイヤル110番
  - 第223話「現場検証」（1961年）
  - 第272話「ガラスの部屋」（1962年）
  - 第337話「嘘じゃないよ?」（1964年）
- お庭番 第21話、第22話「忍び化粧 前編、後編」（1968年）
- 五人の野武士 第5話「おん大将のおん首」（1968年）
- 右門捕物帖
  - 第7話「無礼討ち」（1969年）
  - 第19話「小雪絵図」（1970年）
- 土曜日の女シリーズ 天使が消えていく（1973年）
- 太陽にほえろ!（東宝）
  - 第179話「親と子の条件」（1975年） - 沼田慶三
  - 第260話「宝くじ」（1977年） - 七曲署刑事
  - 第453話「俺を撃て! 山さん」（1981年） - 本庁刑事
  - 第466話「ひとりぼっちの死」（1981年） - 城南署刑事
  - 第482話「ラッサ熱」（1981年） - 本庁幹部
  - 第545話「さらば! ジプシー」（1983年） - 井上刑事（港南署）
  - 第610話「38時間」（1984年） - 白川昭夫（弁護士）
  - 第627話「感謝状」（1984年） - 鈴木清美の父親
  - 第668話「絆」（1985年） - 松原署刑事
- 俺たちの旅 第31話「大嫌いがやってきました」（1976年）
- 桃太郎侍 第43話「お化け長屋に出たお化け」（1977年） - 坂上帯刀
- 青春ド真中! 第8話「甘ったれるな 生徒も親も!!」（1978年） - 小池信男の父
- 土曜グランド劇場 / 池中玄太80キロ パートI 第7話「あたし、赤ちゃんが欲しい!」（1980年）
- 俺はおまわり君 第11話「青春は砂漠の中に…」（1981年）
- 金曜劇場 / 私はタフな女 第19話「変身、変身、変身…!?」（1981年）
- 幻之介世直し帖 第6話「はやぶさが助けた鬼同心」（1981年） - 側用人・本多大炊頭
- 文吾捕物帳 第24話「いまわしい影」（1982年）
- 新五捕物帳 第170話「向島から来た女」（1982年） - 木更津の嘉六
- 火曜サスペンス劇場 / 影なき殺意（1982年）
- 刑事物語'85 第16話「親刑事・子刑事」（1985年）
- 長七郎江戸日記 第1シリーズ SP-4「怨霊見参!長七郎、弟と対決」（1985年） - 稲葉豊後守
- 誇りの報酬（東宝）
  - 第2話「命が会ったら総監賞」（1985年） - 西多摩署刑事長
  - 第42話「狙撃者は誰をねらったか」（1986年） - 井上（響組幹部）
- 木曜ゴールデンドラマ / 春の姉妹（1987年）
- 八百八町夢日記 第1シリーズ SP3「天保鬼ヶ島」（1990年） - 堀肥後守

TBS
- 石原慎太郎ミステリー 暗闇の声 / あしおと（1960年）
- サンヨーテレビ劇場 / 螢（1960年）
- 雑草の歌 / 鏡の子ら（1960年）
- 東芝日曜劇場
  - ある休暇（1961年）
  - 勝てば官軍（1963年）
  - 女と味噌汁 その十七（1970年）
- 日立ファミリーステージ / 狂熱のデュエット（1962年）
- 七人の刑事
  - 第1シリーズ 第122話「名刺」（1964年）
  - 第2シリーズ
    - 第163話「埋もれた男」（1965年）
    - 第245話「あつかった夏」（1966年）
    - 第308話「ザ・サラリーマン」（1967年）

  - 第3シリーズ 第21話「倉田平三巡査の夏」（1978年）
- うす羽蝶（1966年） - 野沢
- ナショナル劇場 / 真田幸村（1966年）
- ザ・ガードマン
  - 第111話「死を招く部屋」（1967年）
  - 第183話「死の山に消えた現金」（1968年）
  - 第222話「怪談・吸血鬼」（1969年）
  - 第325話「200億円の鍵は記憶を失った女」（1971年）
- 泣いてたまるか 第75話「東京よいとこ」（1968年）
- ポーラテレビ小説 / パンとあこがれ（1969年） - 守衛
- 水戸黄門
  - 第2部 第14話「女将棋師 -天童-」（1970年） - 早川茂左衛門
  - 第4部 第18話「駈けろ若駒 -八戸-」（1973年） - 依田吉之介
  - 第18部 第16話「嫁が救った唐津焼 -唐津-」（1989年） - 鬼塚屋
  - 第19部 第8話「過去を背負った男 -新庄-」（1989年） - 北乃屋角兵衛
  - 第20部 第46話「印籠盗んだ女掏 -会津-」（1991年） - 重五郎
- Gメンシリーズ
  - Gメン'75
    - 第40話「硫酸とビキニの女」（1976年） - 「珠宝」支配人
    - 第46話「白バイ警官連続射殺事件」（1976年） - 落合捜査課長（中原署）
    - 第52話「唇の中の拳銃」（1976年） - 熱海署捜査課主任
    - 第79話「24749の死体」（1976年） - 田中得治
    - 第104話「77・5・14 津坂刑事殉職」（1977年） - 石塚社長
    - 第133話「死体の首を折る男」（1977年） - 北川捜査主任（山梨県警）
    - 第135話「死んだ人からの移動電話」（1977年） - 真田警部
    - 第154話「女刑事 初めての体験」（1978年） - 所轄署刑事
    - 第158話「警官だけを殺せ!」、第159話「刑事が銃殺される時」（1978年） - 大高署捜査課刑事
    - 第177話「結婚と離婚」（1979年） - 刑事
    - 第203話「また逢う日まで 速水涼子刑事」（1979年） - 神里署捜査主任

  - Gメン'82 第12話「白バイVSカーアクション殺人事件」（1983年） - 林田捜査一課長（大高署） 役
- 隠し目付参上 第5話「これにて一件落着か」（1976年）
- 金曜ミステリー劇場 / 六月の危険な花嫁 第1話（1982年）
- ザ・サスペンス / お師匠さんは名探偵 第1作「三味線殺人事件」（1983年）
- 金曜ドラマ / ふぞろいの林檎たち パートI 第4話「何を求めてますか」（1983年）
- 水曜ドラマスペシャル→月曜ドラマスペシャル
  - 秘められた関係（1986年）
  - 浅見光彦シリーズ 第3作「隅田川殺人事件」（1995年） - 津田義隆 役
- 大岡越前 第11部 第7話「将軍様とふかし芋」（1990年） - 不動の滝蔵 役
- 眠れない夜をかぞえて 第5話「爪」（1992年）

CX
- 侍（1961年）
  - 第9話「日日不安」
  - 第26話「孤剣」
- 夜を探せ（1962年）
- 柳生十兵衛 第23話「柳生の竜虎」（1970年） - 相沢志摩
- 旗本退屈男 第9話（1970年）
- 忍法かげろう斬り 第3話「流し目は殺しの合図」（1972年）
- 泣くな青春 第7話「迷える羊」（1972年）
- 眠狂四郎 第22話「尼寺に臙脂が匂う」（1973年）
- 木曽街道いそぎ旅 第5話「メダカの一人旅」（1973年） - 蝮の大八
- 若さま侍捕物手帖 第4話「花嫁が消えちゃった」（1973年）
- 白雪劇場 / 池田大助捕物日記 第13話「大つごもり」（1973年）
- 八州犯科帳 第7話「絵馬堂に消えた女」（1974年）
- 痛快!河内山宗俊 第14話「鉄火肌一番まとい」（1976年）
- 同心部屋御用帳 江戸の旋風III 第31話「こそ泥の恩返し」（1977年）
- 大空港 第2話「国際空港1978年夏」（1978年）
- 騎馬奉行 第15話「女盗賊の復讐」（1980年）
- 時代劇スペシャル
  - 狐のくれた赤ん坊（1981年）
  - 素浪人罷り通る 第6弾「矢立峠に裏切りを見た」（1983年）
- 金曜女のドラマスペシャル / 密室の殺意（1985年）
- 金曜ドラマシアター / 悪霊島（1991年）
- 銭形平次 第4シリーズ SP「百鬼夜行」（1994年）
- 花王ファミリースペシャル / 鬼ユリ校長、走る! 第1話（1994年）
- 御家人斬九郎 第1シリーズ 第2話「用心棒二人」（1995年）

NET→ANB
- 指名手配 第92話 - 第94話「殺人鬼」（1961年）
- 名作推理劇場 / 長いお別れ（1962年）
- ミステリーベスト21 第19話「チンネの裁き」（1962年）
- 判決 第105話「沖縄の子」（1964年）
- 鬼平犯科帳
  - 第1シリーズ（1970年）
    - 第14話「お雪の乳房」 - つちや善四郎
    - 第48話「密通」 - 中野又左衛門

  - 第2シリーズ 第20話「裏道の男たち」（1972年） - 秋山高庵
- 五番目の刑事 第15話「傷だらけのタイトロープ」（1970年） - 田所
- 大忠臣蔵（1971年） - 内藤万右衛門
- 天皇の世紀 第一部 第6話「異国」（1971年） - 道具屋
- 荒野の素浪人
  - 第1シリーズ 第16話「暗殺 情無用の死人沢」（1972年）
  - 第2シリーズ 第3話「狼の挽歌」（1974年）
- 遠山の金さん捕物帳 第142話「七万石を拾った男」（1973年） - 笹山兵庫
- 荒野の用心棒
  - 第6話「鮮血は魔の谷を染めて…」（1973年）
  - 第28話「虐殺の丘に女の復讐が燃えて…」（1973年） - 毛利備前守
- 幡随院長兵衛お待ちなせえ 第13話「江戸娘は情で走る」（1974年）
- 破れ傘刀舟悪人狩り
  - 第10話「三匹のカラス」（1974年） - 大和屋儀兵衛
  - 第45話「娘を売る市場」（1975年） - 赤渕達之進
  - 第69話「地獄の女郎花」（1976年） - 藤堂宗俊
  - 第80話「地獄の野良犬」（1976年） - 本田宗源
  - 第114話「侠盗かまいたち」（1976年） - 福井屋儀助
- テレビスター劇場 / 華麗なる一族（1974年 - 1975年） - 帝国製鉄尼崎製鉄所工程部長
- 非情のライセンス 第2シリーズ 第84話「兇悪の死刑執行人」（1976年） - 東条
- 破れ奉行 第7話「復讐!汐見橋の女」（1977年） - 永井重定
- 土曜ワイド劇場
  - 悪夢 恋人たちの25時（1977年）
  - 牟田刑事官事件ファイル 第3作「見合い旅行殺人事件」（1985年）
  - 女弁護士 朝吹里矢子 第9作「相続欠格の秘密 美しい未亡人3年目の疑惑」（1987年）
  - 大密室殺人事件 第2作「越後七浦殺人海岸」（1991年） - 居差寺要造
  - 高橋英樹の船長シリーズ 第6作「愛と死の殺人航路」（1994年） - 西森
- 江戸の鷹 御用部屋犯科帖 第33話「黒豹、闇を裂く」（1978年）
- 透明ドリちゃん 第4話「小さな生命だから」（1978年） - 小田
- 新幹線公安官 第2シリーズ 第7話「奪われたハネムーン」（1978年）
- 暴れん坊将軍シリーズ
  - 吉宗評判記 暴れん坊将軍
    - 第42話「燃える男と莫連女」（1978年） - 能勢将監
    - 第204話「夜の風花 別れ花」（1982年） - 奥平采女正

  - 暴れん坊将軍II 第189話「仇姿、つよい女が泣きました!」（1987年） - 寺社奉行・内藤帯刀
- チェックメイト78 第18話「警部とフォラオの呪い」（1979年）
- 燃えろアタック（1979年 - 1980年） - 速水大造
- 長七郎天下ご免! 第101話「べそかきトンビの江戸の空」（1981年） - 森田兵庫
- 新・必殺仕舞人 第3話「三界節娘恋し父恋し」（1982年） - 丈寛
- 月曜ワイド劇場 / 悪女の手記（1982年）
- 特捜最前線
  - 第364話「誘拐・天使の身代金!」（1984年）
  - 第365話「沖縄ラブストーリー!」（1984年）
  - 第475話「単身赴任誘拐事件・窓際族の身代金!」（1986年）
  - 第507話「桜井警部補・哀愁の十字架」（1987年）
- はぐれ刑事純情派 第3シリーズ 第13話「危険な宅配便・疑惑の目撃者」（1990年）

12ch→TX
- テレビ芸術座 / ヤブニラミ東京（1964年）
- 大江戸捜査網
  - 第110話「幻の岡っ引き」（1973年） - 木曽屋茂兵衛
  - 第207話「兇悪の侵入者」（1975年） - 札差・澤渡屋
  - 第219話「渡世人 命の捨て場」（1975年） - 黒崎陣内
  - 第272話「十手に賭けた恨み節」（1976年） - 菱山主膳
  - 第542話「待ったなし! 二万両の王手」（1982年） - 脇坂丹波守
  - 平成版 第2シリーズ 第12話「除夜の鐘 江戸は燃えているか」（1992年） - 島田左近
- 新 木枯し紋次郎 第4話「雷神が二度吼えた」（1977年） - 堀田又兵衛

### 舞台
- キティ颱風
- 握手握手握手
- 華岡青洲の妻
- 好色一代女

### 映画
- 元禄忠臣蔵 大石最後の一日（1957年、東宝） - 大石瀬左衛門
- 日本の一番長い日（1967年、東宝） - 若松陸軍次官
- 眠狂四郎女地獄（1968年、大映京都）
- 闇を裂く一発（1968年）
- 日本海大海戦（1969年、東宝）
- 橋のない川 第1部（1969年） - 地主の番頭
- 富士山頂（1970年、石原プロ） - 大田
- 君が若者なら（1970年）
- この青春（1971年）
- 激動の昭和史 沖縄決戦（1971年、東宝） - 船舶工兵隊長
- 火の鳥（1978年、東宝）
- 世界名作童話 アラジンと魔法のランプ（1982年） - 西瓜売りの主人

### 吹き替え
- 刑事コロンボ 意識の下の映像 - ノリス（ロバート・ミドルトン）
- イノセント - ステファノ・エガーノ伯爵（マッシモ・ジロッティ）
- スター・ウォーズ エピソード4/新たなる希望 - オーウェン・ラーズ（フィル・ブラウン）※日本テレビ版1